# Лейла (стихотворение)
«Лейла» (азерб. Leyla) — стихотворение азербайджанского поэта Самеда Вургуна, написанное в 1935 году. Посвящено первой лётчице-азербайджанке Лейле Мамедбековой.
По словам искусствоведа Габиба Бабаева, Самед Вургун в обобщённом образе Лейлы возвысил фигуру азербайджанки, отразил её «тяжёлое прошлое, радостное настоящее, горизонты будущего».
В 1936 году стихотворение в переводе Шадур было напечатано в «Литературном Донбассе» (№ 3, с. 13-14), а также в переводе Аделины Адалис в газете «Известия» от 28 января.